# Biehlen
Biehlen (obersorbisch Bělno) ist ein Ort in der Gemeinde Schwarzbach im südbrandenburgischen Landkreis Oberspreewald-Lausitz im Amt Ruhland.

## Geografie

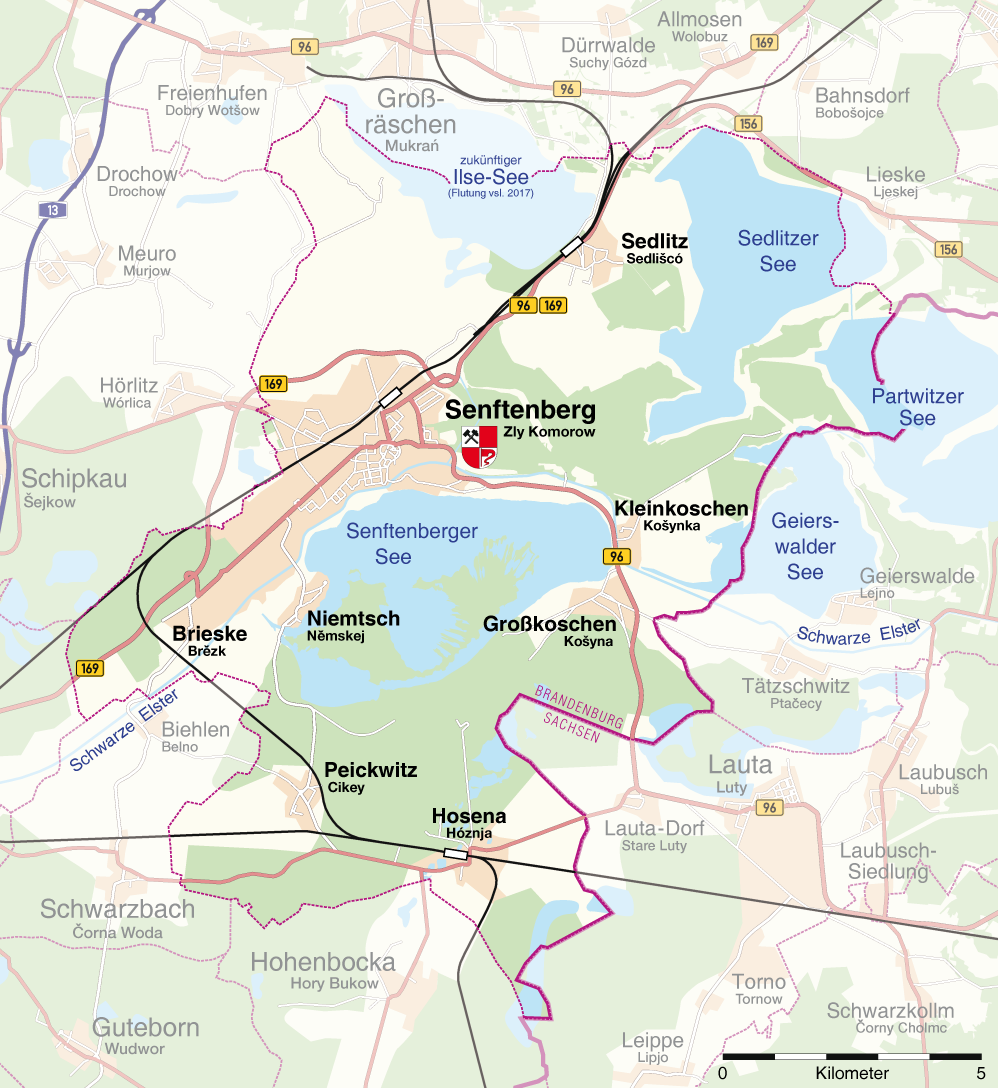
Lage Biehlens

Biehlen liegt im Nordwesten der Oberlausitz an der Grenze zur Niederlausitz. Durch den Ort fließt die Schwarze Elster. Nordöstlich liegt der Senftenberger See.
Im Norden und Osten grenzen die Senftenberger Ortsteile Brieske, Niemtsch und Peickwitz an Biehlen. Südlich liegt Schwarzbach. Im Westen grenzt Biehlen an die Städte Ruhland und Schwarzheide.

## Geschichte

### Namensentwicklung
Im Jahr 1398 wurde Biehlen erstmals als Belhen erwähnt. Der Name entwickelte sich von Belen (1455) über Bylen (1529) und Bielen (1604) zu Bühlen (1689) und Biehlen im Jahre 1727. 1761 wurde der Ort als Bülow bey Ruland bezeichnet, seit 1791 wird der Ort Biehlen genannt.

### Ortsgeschichte
Das 1398 erwähnte Biehlen war als Straßendorf angelegt. Die Einwohner lebten unter anderem vom Fischfang. Biehlen war nur über einen Fahrweg mit Schwarzbach und Naundorf verbunden. Bis zur Elsterregulierung 1856 vernichteten Überschwemmungen die Ernte der Biehlener Bauern. Ab 1529 gehörte Biehlen zum Rittergut Ruhland und ab 1777 zum Rittergut Guteborn. Am 13. September 1855 brannte fast das gesamte Dorf ab, von den Flammen verschont blieben sieben Häuslerwohnungen, das Schulgebäude und das Wohnhaus des Rittergutes.
Von 1825 bis 1952 gehörte Biehlen zum Landkreis Hoyerswerda. In dieser Zeit entwickelte sich in der Gegend der Braunkohlebergbau, Biehlen blieb jedoch ein landwirtschaftlich geprägter Ort. Im Jahr 1952 kam Biehlen mit dem gesamten Gebiet um Ruhland an den neugegründeten Kreis Senftenberg. Im Jahr 1974 wird Biehlen Teil des Gemeindeverbands Guteborn/Schwarzbach/Biehlen. Nach dem Ausscheiden der Gemeinde Guteborn 1990 bildeten Schwarzbach und Biehlen eine eigene Gemeinde, die 1992 dem Amt Ruhland beitrat.

### Einwohnerentwicklung
| Einwohnerentwicklung in Biehlen von 1777 bis 1971 | Einwohnerentwicklung in Biehlen von 1777 bis 1971 | Einwohnerentwicklung in Biehlen von 1777 bis 1971 | Einwohnerentwicklung in Biehlen von 1777 bis 1971 | Einwohnerentwicklung in Biehlen von 1777 bis 1971 | Einwohnerentwicklung in Biehlen von 1777 bis 1971 |
| Jahr                                              | Einwohner                                         | Jahr                                              | Einwohner                                         | Jahr                                              | Einwohner                                         |
| ------------------------------------------------- | ------------------------------------------------- | ------------------------------------------------- | ------------------------------------------------- | ------------------------------------------------- | ------------------------------------------------- |
| 1777                                              | 6 besessene Mann 11 Häusler                       | 1825                                              | 153                                               | 1875                                              | 190                                               |
| 1890                                              | 190                                               | 1910                                              | 250                                               | 1925                                              | 275                                               |
| 1933                                              | 281                                               | 1939                                              | 320                                               | 1946                                              | 335                                               |
| 1950                                              | 343                                               | 1964                                              | 280                                               | 1971                                              | 266                                               |

## Kultur und Sehenswürdigkeiten

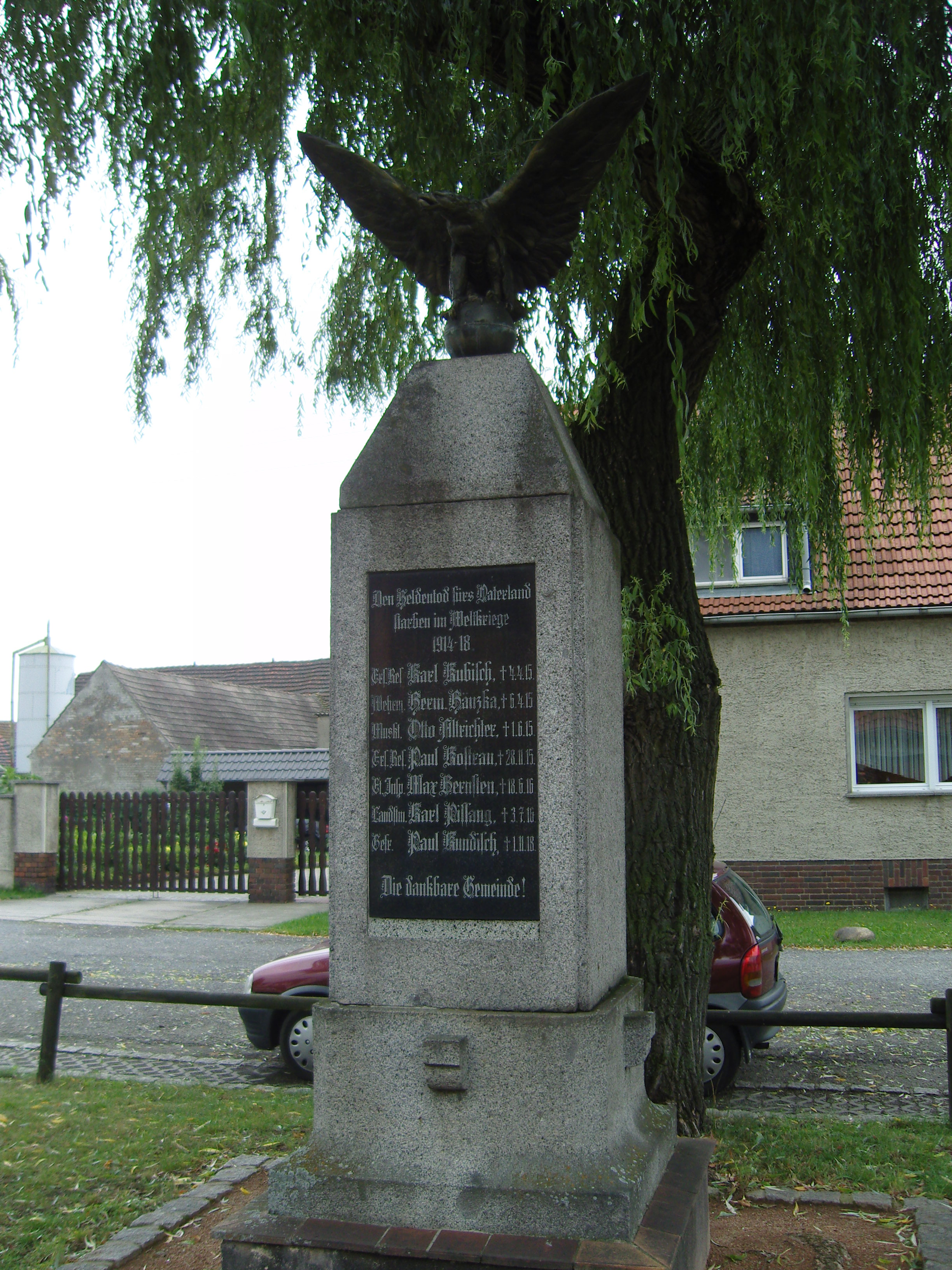
Denkmal für die Gefallenen des Ersten Weltkriegs

Auf dem Dorfplatz erinnern zwei Denkmale an die Gefallenen des Ersten Weltkriegs und Zweiten Weltkriegs.
Der Biehlener Park ist ein 3,8 Hektar großes Auwaldrelikt in dem unter anderem 25 Altholz-Biotopbäume stehen.